# Maria Theresia van Oostenrijk (1762-1770)

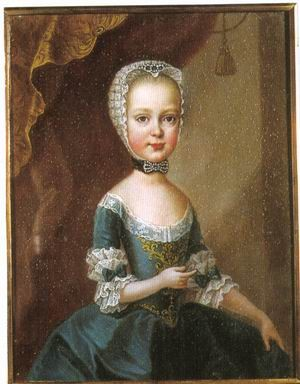
Maria Theresia van Oostenrijk

Maria Theresia van Oostenrijk (Wenen, 20 maart 1762 — aldaar, 23 januari 1770) was de oudste dochter van de latere keizer Jozef II van het Heilige Roomse Rijk en diens eerste vrouw Isabella van Parma. 
Haar vader was de oudste zoon van keizer Frans I Stefan en keizerin Maria Theresia van Oostenrijk. De aartshertogin is vernoemd naar haar grootmoeder aan vaderskant. De ouders van haar moeder waren hertog Filips van Parma, zoon van koning Filips V van Spanje en Louise Elisabeth van Frankrijk, de oudste dochter van koning Lodewijk XV van Frankrijk. De moeder van Maria Theresia stierf plotseling op 27 november 1763 enkele dagen na de bevalling van Maria Theresia's jongere en doodgeboren zusje, aartshertogin Marie Christine.
Maria Theresia stierf plotseling op 23 januari 1770 op zevenjarige leeftijd. In de tijd dat Maria Theresia overleed was het huwelijk tussen haar tante Marie Antoinette met de dauphin van Frankrijk, Lodewijk XVI, in volle voorbereiding. Haar dood was een grote schok voor haar vader, die een lange periode in rouw was.